# BSA A7-serie
De BSA A7-serie is een serie 500cc-motorfietsen die het Britse merk BSA uit Birmingham produceerde van 1947 tot 1962.

## Voorgeschiedenis
In 1936 had BSA hoofdconstructeur Val Page van Triumph over laten komen. BSA produceerde vrijwel uitsluitend eencilinders en daarnaast de 1.000cc-BSA G14 V-twin-zijklepper die als zijspantrekker te boek stond. Page werkte hard: voor het modeljaar 1937 had hij vrijwel alle modellen verbeterd en bovendien de type-aanduidingen aangepast. Alle 250- en 350cc-modellen kregen de aanduiding "B" (BSA B-serie 250 cc en BSA B-serie 350 cc) en alle 500- en 600cc-modellen de aanduiding "M" (BSA M-serie 500 cc en BSA M-serie 600 cc). Nadat Wal Handley met zijn BSA M23 Empire Star racer op het circuit van Brooklands een rondegemiddelde van meer dan 100 mijl per uur reed en daarmee de BMCRC Gold Star verdiende, bracht men in 1938 de BSA M24 Gold Star op de markt. Deze replica van Handley's racer leverde in standaarduitvoering 28 pk maar was erg duur: 82 pond en 10 shilling. Page moet gedacht hebben met dit topmodel van BSA een nieuwe standaard gezet te hebben, maar toen de machine eind 1937 gepresenteerd werd stond op dezelfde show ook de door zijn oude werkgever Edward Turner ontwikkelde Triumph Speed Twin. Die leverde 27 pk, maar kostte slechts 74 pond. Bovendien werd de Triumph als gewone sportmotor uitgebracht. Dat maakte de klap nog harder: het 500cc-sportmodel van BSA was de M22 Sports met een 22pk-sterke kopklepmotor. Page begon samen met Herbert Parker en David Munro onmiddellijk aan de ontwikkeling van een 500cc-paralleltwin. Die machine was in 1939 al klaar, maar Page vertrok naar zijn oude werkgever Ariel en het BSA-ontwerpteam was druk met de ontwikkeling van militaire motorfietsen, waaronder de BSA W-M20, waarvan tijdens de Tweede Wereldoorlog 125.000 exemplaren aan het Britse leger werden geleverd. 

### Tweede Wereldoorlog
Tijdens de Tweede Wereldoorlog draaide BSA volop oorlogsproductie en er werd zeven dagen per week gewerkt. Men produceerde machinegeweren, snelvuurkanonnen, luchtdoelraketten, affuiten, antitankgeweren en gewone geweren. Daarnaast ook de 125.000 BSA W-M20 motorfietsen die als militaire modellen waren gekozen. Men moest ook nog de verloren motorfietsen door de evacuatie uit Duinkerke vervangen, maar ook de juist opgerichte Local Defence Volunteers (later bekend als de Home Guard) van motorfietsen en wapens voorzien. De fabriek werd tijdens het bombardement op Coventry (14 november 1940) gebombardeerd waarbij 53 doden en 89 gewonden vielen. Uiteraard viel de productie van luxe modellen en sportmotoren stil, maar omdat BSA meerdere fabrieken had kon de productie van militaire motorfietsen snel weer worden opgestart. In 1945 werden de 250cc-modellen C10 en C11 en de 350cc-BSA B31 al geleverd en in 1946 volgden de 500- en 600cc-zijkleppers M20 en BSA M21. 
| BSA A7 met star achterframe uit 1948         |
| Het eerste motorblok (1947)                  |
| BSA A7S Star Twin met plunjervering uit 1949 |
| BSA A7 met swingarm-achtervering uit 1958    |
| BSA A7SS Shooting Star uit 1955              |

## BSA A7 (1947-1950)
Het ontwerp van de BSA A7 had tijdens de oorlog niet zomaar op de plank gelegen. Herbert Parker werkte eraan verder en er werd een aantal prototypen gebouwd. In september 1946 werd de eerste machine naar Parijs gevlogen om daar gepresenteerd te worden met de slogan: "It's time YOU had a BSA!". In 1947 kwam ze op de markt. 

### Uitrusting
De BSA A7 had een zwart frame, zwarte spatborden, kettingscherm en olietank en gereedschapskastje. De tank was deels verchroomd met een zwarte bovenkant en zwarte stukken op de flanken. Chroom werd nog niet veel gebruikt omdat het zo kort na de oorlog schaars was. Op het stuur zaten een toerenteller en een snelheidsmeter en de ampèremeter zat op de koplamp. De olietank zat rechts onder het zadel, het kastje met boordgereedschap op de gebruikelijke plaats, rechts tussen de buizen van het achterframe.

### Motor
De motor was een dwarsgeplaatste Luchtgekoelde staande paralleltwin met een gietijzeren cilinder en cilinderkop en een aluminium tuimelaarhuis. Val Page had bepaald geen kopie van de Triumph gemaakt. Die Triumph had twee nokkenassen, een voor en een achter het cilinderblok. De uitlaatstoterstangen liepen in een buis voor het cilinderblok, wat de luchtkoeling belemmerde. Page monteerde een enkele nokkenas achter het cilinderblok met de stoterstangen in een tunnel die in de blok was meegegoten, waardoor de voorkant van de motor volledig gekoeld werd. De boring bedroeg 62 mm, de slag 82 mm en de cilinderinhoud 495,1 cc. Daarmee was het een lange slag-motor. De machine had een enkele Amal 276-carburateur en een luchtfilterhuis dat onder het zadel tussen de olietank en de accu zat. Het distributiecarter zat rechts en dreef via een ketting de dynamo voor- en via een tandwieltrein de ontstekingsmagneet achter het cilinderblok aan. De 360°-krukas was uit drie delen samengeperst en de drijfstangen waren van staal. De cilinderkop werd door BSA "Monobloc" genoemd. Het was een gezamenlijke kop voor beide cilinders met veel ruimte onder het tuimelaarhuis voor de koellucht. Het was een semi-unit-motor, waar de versnellingsbak aan vastgebout zat. De compressieverhouding van 6,6:1 was laag, maar dat was nodig omdat de Britse "pool"-benzine een octaangetal van 72 RON had. Dat betekende ook een relatief laag vermogen van 26 pk.

### Transmissie
Links op de krukas zat een transmissiedemper en het voorste tandwiel van de primaire aandrijving. Die gebeurde met een duplexketting met een automatische kettingspanner die de meervoudige droge plaatkoppeling en de vierversnellingsbak aandreef. De versnellingsbak was compacter en lichter dan bij de andere modellen en schakelde ook beter. Op de versnellingsbak zat de inklapbare kickstarter. De secundaire aandrijving verliep via een enkele ketting onder een zwartgelakt kettingschermpje. 

### Rijwielgedeelte
De A7 had een dubbel wiegframe met de nieuwe, door Herbert Parker ontwikkelde telescoopvork, maar zonder achtervering. Voor en achter zaten trommelremmen. Hoewel Bert Hopwood al in 1949 de A7S Star Twin met plunjervering. uitbracht, behield de standaard A7 tot en met 1950 een star achterframe en een goed geveerd zweefzadel.

## Bert Hopwood
Bert Hopwood kwam in 1948 als hoofdconctructeur van Norton naar BSA. Hopwood was een oud-leerling van Valentine Page en van Edward Turner. Met hen beiden had hij aan de Ariel Square Four gewerkt en samen met Turner ook nog aan de Triumph Speed Twin. Na een ruzie met Turner had hij in 1947 een jaar bij Norton gewerkt en nu kwam hij met al die kennis en ervaring naar BSA. Hij begon meteen te werken aan de nieuwe 650cc-BSA A10. Die machine kreeg een nieuwe, nog beter gekoelde cilinderkop, nieuwe carterdeksels, aluminium drijfstangen, een nieuwe krukas en een nieuwe tuimelaarhuis. De klant kon kiezen voor plunjervering, maar de eerste machines werden ook met star achterframe verkocht. 

## BSA A7S Star Twin (1949-1950)
De vernieuwingen die Hopwood op de BSA A10 had aangebracht, paste hij in 1949 ook toe op de BSA A7S Star Twin. Deze machine kreeg dus ook plunjervering en in eerste instantie twee Amal-carburateurs. In deze uitvoering werd de Star Twin alleen in 1949 en 1950 (naast de standaard A7) gebouwd. 

## BSA BSA A7 en A7S Star Twin (1951-1954)
In 1951 kregen beide modellen een nieuwe motor met een boring van 66 mm en een slag van 72,6 mm en weer een enkele carburateur Ook kreeg de A7 nu de plunjervering die de Star Twin al in 1949 had gekregen. Beide machines waren nu vrijwel gelijk: de A7 over het algemeen echter met een zweefzadel en de Star Twin met een sportiever duozadel en hogere compressie zuigers. In 1952 en 1953 werden de machines vrijwel zonder chroom geleverd, dat nu door het uitbreken van de Koreaanse Oorlog opnieuw schaars was. In 1954 was dat probleem opgelost. De BSA A7S Star Twin ging in 1954 uit productie. 

## BSA A7 en A7SS Shooting Star (1954-1962)
De BSA A7 bleef in productie tot in 1962, maar de A7S Star Twin werd in 1954 opgevolgd door de BSA A7SS Shooting Star. Beide modellen kregen een swingarm-achtervering met twee Girling veer/demperelementen. De versnellingsbak werd weer op de ouderwetste manier losgekoppeld van de motor. In de loop van de jaren kregen ze ook een aluminium cilinderkop. Omdat er sinds 1953 benzine met een octaangetal van 80 RON leverbaar was, kon de compressieverhouding bij de Shooting Star worden verhoogd naar 7,2:1. Uiterlijk waren er geen grote verschillen, maar met zijn hogere compressie en sportievere nokkenas was de Shooting Star het sportmodel en de standaard A7 het toermodel. In 1961 was het mogelijk de machines te bestelling met een wisselstroomdynamo. 

## Sportsuccessen
BSA was na de Senior TT van 1921, waar het hele fabrieksteam met technische problemen uitviel, nooit meer geïnteresseerd in racesuccessen. Wel werden BSA Gold Star-eencilinders ingezet in trials (in de huidige tijd enduro) en die Gold Stars waren ook sterk in de Clubmans Junior TT en de Clubmans Senior TT die uitsluitend voor amateurs met standaardmotoren open stonden. In de professionelere wegrace was een Gold Star geen enkele partij voor een Norton International, een Norton Manx of een Matchless G50. Na de Tweede Wereldoorlog had de Britse economie behoefte aan buitenlandse valuta. Daar kwam bij dat in de Verenigde Staten grote belangstelling was voor de sportieve Britse paralleltwins, zoals de Triumph Tiger 100 en de BSA A7. 

### Amerikaanse successen
De Oostkust en de Westkust hadden hun eigen BSA-importeurs. Hap Alzina was de BSA-distributeur voor de Westkust. Hij regelde begin jaren vijftig vier BSA A7S Star Twins en twee ZB34GS Gold Stars, allemaal met starre achterframes, om in Amerika te racen. Al Gunter, Dick Klamfoth, Bobby Hill en Kenny Eggers reden de A7's, Gene Thiessen en Tommy McDermott de Gold Stars. Eggers werd in 1952 tiende in de Daytona 200 en in 1953 won hij de Portland Pacific Coast Champions Race. In 1954 kwamen de nieuwe Shooting Stars met racenokkenassen en hogere compressieverhouding. Bobby Hill won daar de Daytona 200 mee, voor Dick Klamfoth, Tommy McDermott (Gold Star), Al Gunter en Kenny Eggers. Het succes voor BSA was daarmee compleet. 

### Maudes Trophy 1952
De Maudes Trophy was in 1923 ingesteld door George Pettyt, de eigenaar van Maudes Motor Mart in Londen. De prijs was bedoeld voor motorfietsen die goed presteerden in betrouwbaarheidsritten of anderszins iets bijzonders presteerden. Maudes koos de motorfietsen en leverde de Trophy aan de Auto-Cycle Union, die op haar beurt voor onpartijdige scheidsrechters zorgde. De eerste Trophy ging in 1923 naar Norton, dat met een 500cc-machine een gemiddelde van 103 km/uur in een 12-uursrace scoorde. In 1952 werden drie willekeurige BSA A7S Twin Stars naar Oostenrijk gereden om deel te nemen aan de International Six Days Trial. Alle drie wonnen een gouden medaille, waarna ze via Duitsland en Denemarken naar Oslo werden gereden. Daar reden ze een gemiddelde snelheid van meer dan 130 km/uur op de kwart mijl. Daarna reden ze naar Engeland. In totaal waren 4.958 mijl (7979 km) zonder problemen afgelegd. 

## Einde productie
1962 was het laatste jaar voor de BSA A7 en de 650cc-A10. Ze werden opgevolgd door de A50 en de A65, met een andere boring/slagverhouding maar vooral met een unit construction-blok waarbij motor en versnellingsbak gecombineerd waren. 

## BSA A7 (klein)kinderen
De BSA A7 stond model voor de Japanse Meguro K1, die later bekend zou worden als de Kawasaki W1. In 1999 bracht Kawasaki de W650 Retro bike uit, als herinnering aan de W1. Deze is later opgevolgd door de Kawasaki W800.

## Technische gegevens
| Periode                | 1947-1950                            | 1951-1954                            | 1954-1962                                       | 1949-1950                            | 1951-1954                            | 1954-1962                                       |
| Categorie              | Toer                                 | Toer                                 | Toer                                            | Sport                                | Sport                                | Sport                                           |
| Motortype              | Stoterstangen kopklepmotor           | Stoterstangen kopklepmotor           | Stoterstangen kopklepmotor                      | Stoterstangen kopklepmotor           | Stoterstangen kopklepmotor           | Stoterstangen kopklepmotor                      |
| Bouwwijze              | Dwarsgeplaatste staande paralleltwin | Dwarsgeplaatste staande paralleltwin | Dwarsgeplaatste staande paralleltwin            | Dwarsgeplaatste staande paralleltwin | Dwarsgeplaatste staande paralleltwin | Dwarsgeplaatste staande paralleltwin            |
| Koeling                | Lucht                                | Lucht                                | Lucht                                           | Lucht                                | Lucht                                | Lucht                                           |
| Boring                 | 62,0 mm                              | 66,0 mm                              | 66,0 mm                                         | 62,0 mm                              | 66,0 mm                              | 66,0 mm                                         |
| Slag                   | 82,0 mm                              | 72,6 mm                              | 72,6 mm                                         | 82,0 mm                              | 72,6 mm                              | 72,6 mm                                         |
| Cilinderinhoud         | 495,1 cc                             | 496,8 cc                             | 496,8 cc                                        | 495,1 cc                             | 496,8 cc                             | 496,8 cc                                        |
| Carburateur(s)         | 1 x Amal 276                         | 1 x Amal 276                         | 1 x Amal 276, vanaf 1955: 1 x Amal 376 Monobloc | 2 x Amal                             | 1 x Amal 276                         | 1 x Amal 276, vanaf 1955: 1 x Amal 376 Monobloc |
| Smeersysteem           | Dry-sump                             | Dry-sump                             | Dry-sump                                        | Dry-sump                             | Dry-sump                             | Dry-sump                                        |
| Compressieverhouding   | 6,6:1                                | 6,6:1                                | 6,6:1                                           | 6,6:1                                | 6,6:1                                | 7,2:1                                           |
| Max. Vermogen          | 26 pk bij 6.000 tpm                  | 26 pk bij 6.000 tpm                  | 26 pk bij 6.000 tpm                             | 26 pk bij 6.000 tpm                  | 26 pk bij 6.000 tpm                  | 30 pk bij 5.800 tpm                             |
| Topsnelheid            | 137 km/uur                           | 137 km/uur                           | 137 km/uur                                      | 137 km/uur                           | 137 km/uur                           | 140 km/uur                                      |
| Primaire aandrijving   | Duplexketting                        | Duplexketting                        | Duplexketting                                   | Duplexketting                        | Duplexketting                        | Duplexketting                                   |
| Koppeling              | Meervoudige droge plaat              | Meervoudige droge plaat              | Meervoudige droge plaat                         | Meervoudige droge plaat              | Meervoudige droge plaat              | Meervoudige droge plaat                         |
| Versnellingen          | 4                                    | 4                                    | 4                                               | 4                                    | 4                                    | 4                                               |
| Secundaire aandrijving | Ketting                              | Ketting                              | Ketting                                         | Ketting                              | Ketting                              | Ketting                                         |
| Rijwielgedeelte        | Dubbel wiegframe                     | Dubbel wiegframe                     | Dubbel wiegframe                                | Dubbel wiegframe                     | Dubbel wiegframe                     | Dubbel wiegframe                                |
| Voorvork               | Telescoopvork                        | Telescoopvork                        | Telescoopvork                                   | Telescoopvork                        | Telescoopvork                        | Telescoopvork                                   |
| Achtervork             | Star                                 | Plunjervering                        | Swingarm                                        | Plunjervering                        | Plunjervering                        | Swingarm                                        |
| Remmen                 | Trommelremmen                        | Trommelremmen                        | Trommelremmen                                   | Trommelremmen                        | Trommelremmen                        | Trommelremmen                                   |
| Tankinhoud             | 16 liter                             | 16 liter                             | 16 liter                                        | 16 liter                             | 16 liter                             | 16 liter                                        |
| Droog gewicht          | 166 kg                               | 166 kg                               | 166 kg                                          | 166 kg                               | 166 kg                               | 166 kg                                          |